# Back to the Future II & III
Назад в будущее II и III (англ. Back to the Future II & III; также Back to the Future Part II & III) — видеоигра 1990 года, выпущенная для игровой системы Nintendo Entertainment System. Сюжет игры основан на событиях второй и третьей серий одноимённой фантастической кинотрилогии.

## Сюжет
Часть II
Когда Док и Марти прибывают в 2015 год, чтобы помочь младшим МакФлаям, престарелый Бифф угоняет ДэЛориан со спортивным альманахом на руках и передаёт книгу себе молодому в 1955 году. Он подстраивает всё так, что Док и Марти даже не замечают того, что их машину угнали. Вернувшись в 1985 год, путешественники оказываются в альтернативный реальности, где Бифф стал всемирной известным богачом и очень могущественным человеком.
Чтобы помешать кому-либо добраться до альманах, Бифф отправился в три разных временных периода, в которых спрятал различные предметы под замками, тем самым нарушив ход пространственно-временного континуума. Главная цель Марти — достать эти предметы, которые помогут ему отыскать спортивный альманах, и вернуть мир к настоящей реальности.
Часть III
После того, как Марти сжигает альманах, в машину времени, в которой находился Док, ударяет молния и отсылает его на Дикий Запад в 1875 год (в фильме указана дата 1885 год) — юноша узнаёт об этом из письма, которое приходит к нему буквально через несколько минут после исчезновения профессора.
Главная цель второй части — с помощью молодого Дока из 1955 года отправиться в 1875, а затем найти и спасти Дока из 1985. Перед возвращением домой, Марти должен вернуть 10 предметов на свои места, дабы в очередной раз предотвратить разрушение пространственно-временного континуума. Помешать ему попытается прадед Биффа, преступник Бьюфорд Таннен.

## Геймплей

### Аркадные уровни
Игрок управляет Марти, перемещающимся по улицам Хилл-Вэлли в различные временные эпохи. Чтобы защититься от врагов, Марти может запрыгнуть на них или стрелять пулями. Кроме того, игрок должен собирать топливо для ДэЛорана (мусор) и еду (которая пополняет здоровье персонажа). Попутно нужно искать комнаты, в которых Бифф спрятал различные предметы. Некоторые проходы служат коридорами между временными эпохами — одни коридора появляются во всех эпохах, другие — нет.

### Комнаты с предметами
Ключи к комнатам игрок получает, убив определённого врага. В комнате Марти находит один из объектов, спрятанных Биффом. В игре вход в комнату изображён как запертая дверь (во 2 части) или пещеры (в 3 части).
Чтобы получить предмет, игрок должен сыграть в мини-игру, которая находится в комнате. Например, собрать определённое количество бонусов за 60 секунд, избегая врагов или преодолевая препятствия — кактусы, зыбучие пески и падающие камни.

### Комната с головоломками
Этим комнаты спрятаны на всех уровнях — чаще всего вход находится в канализации и других подобных лазах. В каждой комнате игрок видит зашифрованное название предмета, который находится внутри. Игрок должен отгадать слово, используя нужные предметы из своего арсенала. Правильно выбрав предмет, который подойдёт должен находиться здесь, открывает часть картинки-мозаики. Если игрок выбирает не тот предмет, компьютер отбирает его и возвращает в ту комнату, где игрок его нашёл — таким образом, игрок заново должен проходить определённую миссию.
В третьей части комнаты с головоломками расположены за камнями — игрок должен разбить их, прыгнув на глыбу несколько раз.

### Путешествие во времени
Найдя пульт управления от ДэЛориана, игрок может перемещаться во времени: в 1955, 1985 или 2015. В любом случае, сначала нужно собрать необходимое количество топлива.
Кроме того, после каждого путешествия, в том году, куда отправился игрок, появляется новый клон Марти, соприкосновение с котором приводит к гибели персонажа.
Кроме того, некоторые платформы и выступы недоступны во всех временах — если в 1955 году Марти не может забраться на дерево, то в 1985 и 2015 с этим у него не будет проблем, так как дерево подросло за годы, позволяя игроку добраться до нужного места.

## Отзывы
В большинстве своём игра получила негативные отзывы. Стен Стефаник с сайта Gamefreaks365.com отметил, что игра похожа на другую известную аркаду The Goonies II, созданную по мотивам фильма Ричарда Доннера. Также Стен отметил отсутствие паролей. Кроме того, продолжительность игры является её главным слабым местом — на прохождение ушло более 6 часов, хотя он играл из принципа, а не из-за особого интереса к игре.